# Віндесгайм (Німеччина)
Віндесгайм (нім. Windesheim) — громада в Німеччині, розташована в землі Рейнланд-Пфальц. Входить до складу району Бад-Кройцнах. Складова частина об'єднання громад Лангенлонсгайм.
Площа — 10,17 км2. Населення становить 1752 ос. (станом на 31 грудня 2020).

## Галерея

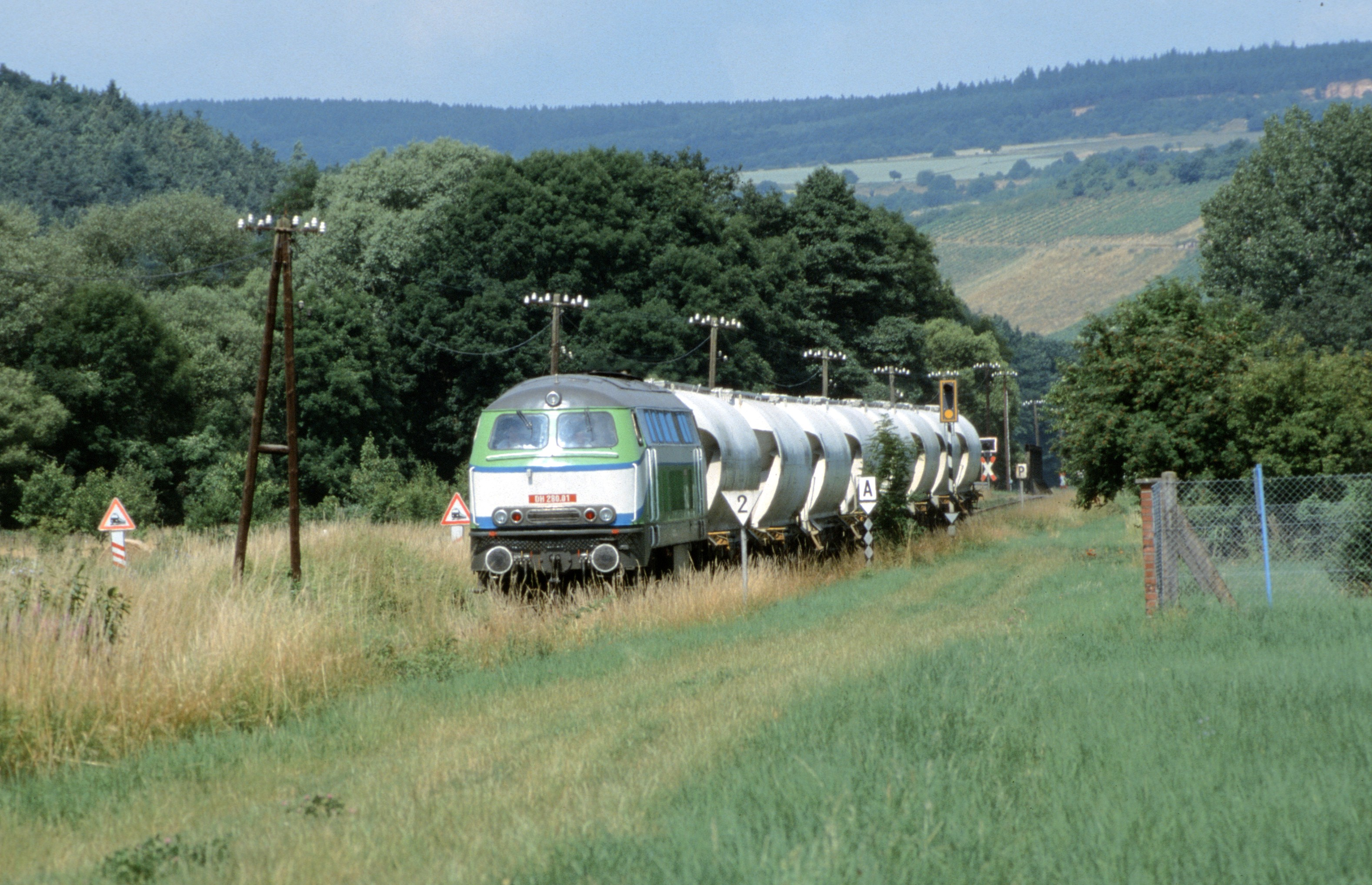